# Edificio del Banco de Bilbao (Barcelona)
El Edificio Banco de Bilbao es un edificio histórico de la ciudad de Barcelona en España.

## Historia
El edificio fue construido entre 1946 y 1952 para el Banco de Bilbao según el diseño del arquitecto español Eugenio Pedro Cendoya Oscoz.
El edificio fue rehabilitado entre 2001 y 2006. En 2016 Zara abrió su propia tienda en el edificio. 

## Descripción
El edificio da a la Plaza de Cataluña en el centro de Barcelona. Ocupa un solar esquinero con esquina biselada; sobre este último se levanta la fachada principal, rematada por una torre que se eleva sobre el resto del edificio. Presenta un estilo arquitectónico a medio camino entre el clasicismo despojado de la posguerra y la arquitectura de los años 30, muy influida por la Escuela de Chicago.

## Galería de imágenes

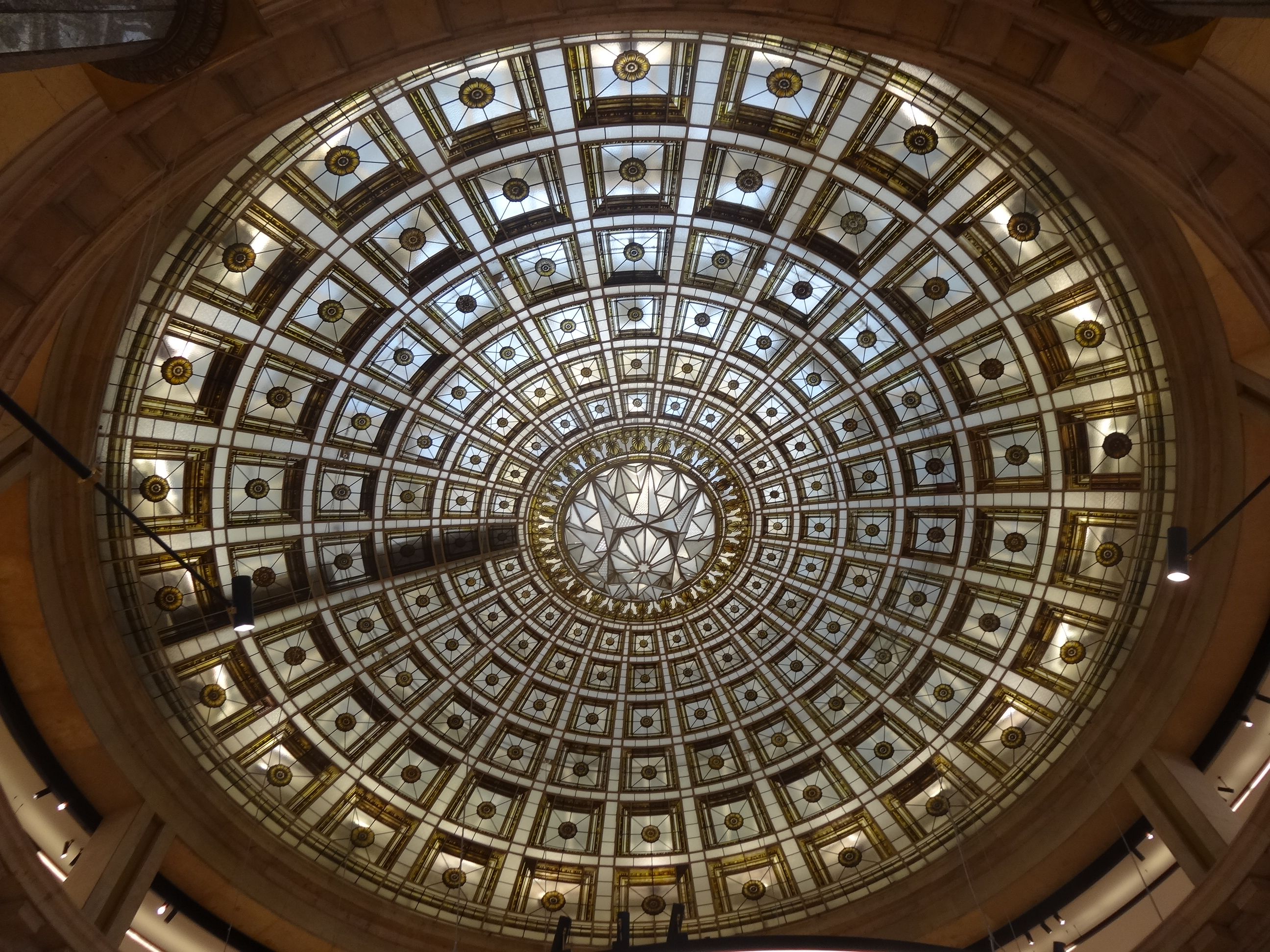
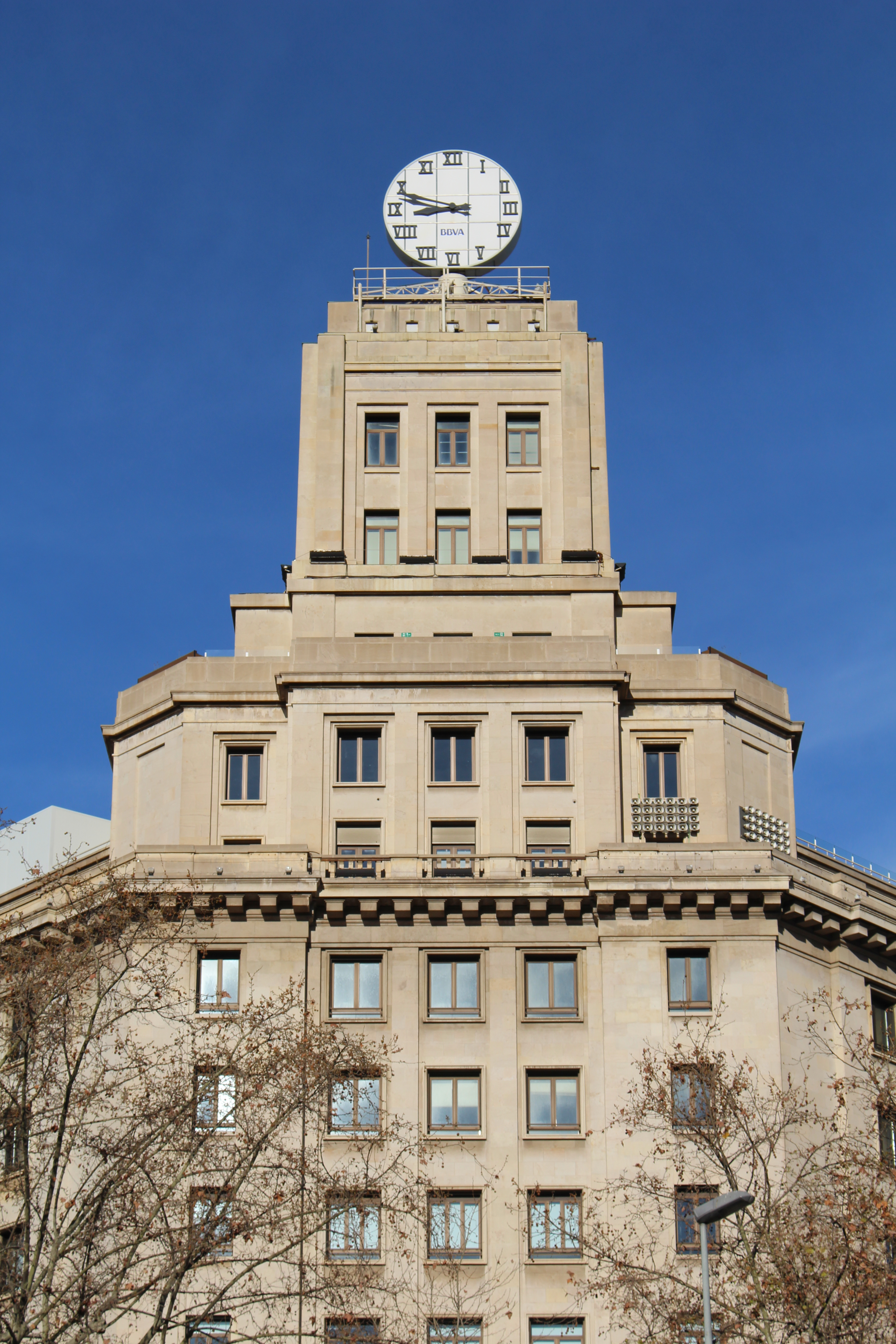
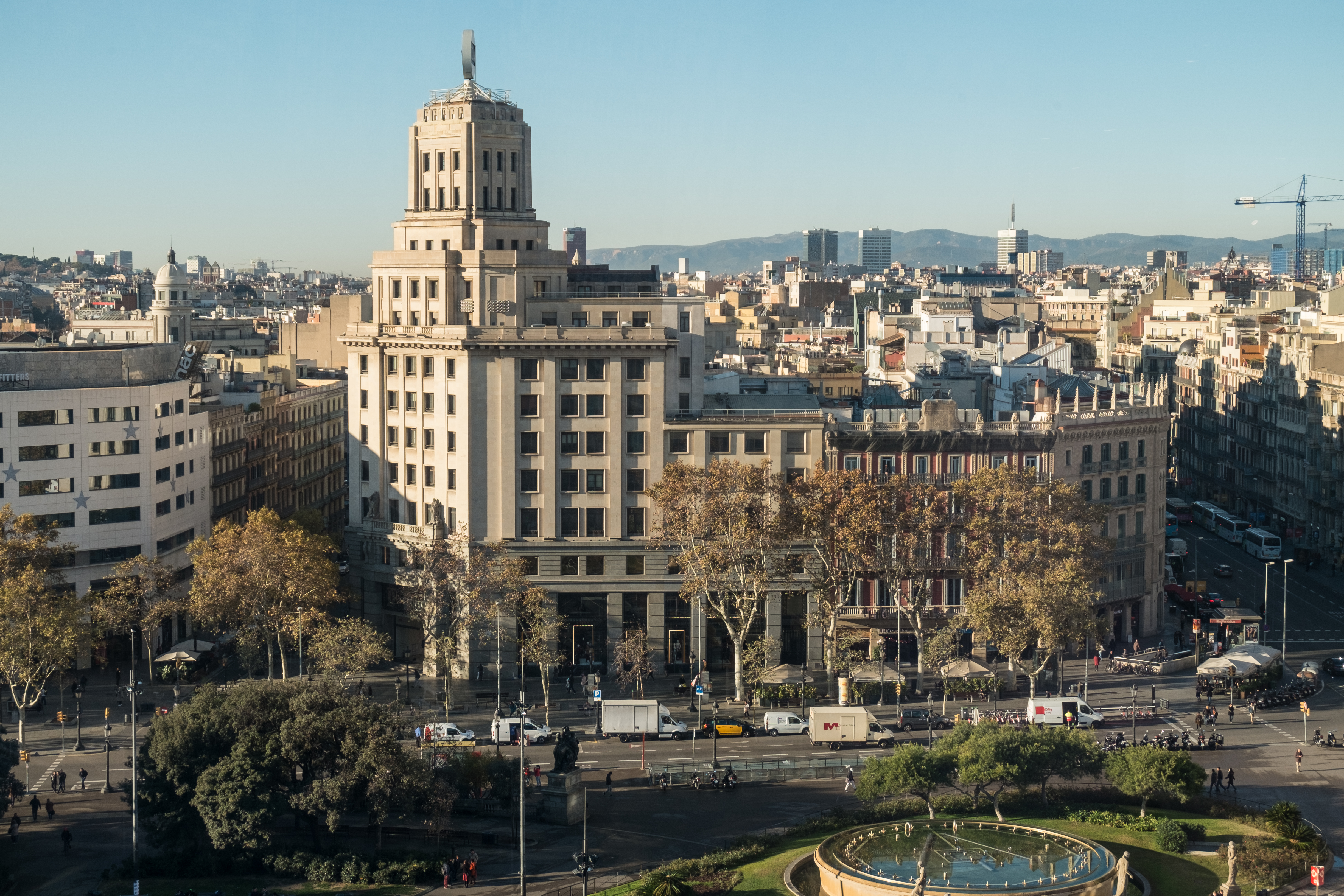